# Église Sant'Andrea al Quirinale
Pour les articles homonymes, voir Église Saint-André et Sant'Andrea.
L’église Sant'Andrea al Quirinale (en français : Saint-André-du-Quirinal) est un édifice religieux catholique italien de style baroque situé sur la colline du Quirinal à Rome. 
Construite par Le Bernin durant la seconde moitié du XVIIe siècle pour être l’oratoire du noviciat des jésuites, elle est considérée comme un des bijoux du baroque italien. Rattachée au noviciat des jésuites jusqu’en 1773, et de 1814 à 1870, elle est depuis 1925 à nouveau desservie par les jésuites.

## Histoire

### Noviciat des jésuites
Le 20 septembre 1566 les jésuites ouvrent leur second noviciat — le premier à Rome — sur la colline du Quirinal, dix ans après la mort du fondateur Ignace de Loyola. Une vigne, des modestes habitations et une petite chapelle Sant'Andrea datant du XIIIe siècle (abandonnée et sans clerc) leur avait été cédée en donation par Giovanna d'Aragon, duchesse de Tagliacozzo.
De nombreux jeunes gens arrivant de divers pays d’Europe pour entrer dans la Compagnie de Jésus à Rome, François de Borgia, supérieur général, décide d’agrandir le noviciat. Les travaux vont bon train et en août 1566 les premiers novices s’y installent. Un an plus tard, le 27 octobre 1567 y est admis Stanislas Kostka, jeune noble polonais, qui, après une longue marche en solitaire de Vienne à Rome réalise son désir de devenir jésuite. Il y meurt une dizaine de mois plus tard, le 15 août 1568. Il est enterré dans la petite église construite pour remplacer la chapelle Sant'Andrea, qui vient d’être consacrée (2 février 1568).
Quand les travaux sont terminés, les novices sont une soixantaine à occuper les lieux, sous la direction d’Alfonso Ruiz, maître des novices. Entre août 1566 et décembre 1572, le noviciat accueille quelque deux cents novices. Le registre d’entrée indique leur nationalité : Écossais, Anglais, Allemands, Flamands, Portugais, Polonais, Italiens, etc.
Le noviciat est agrandi plusieurs fois, entre autres entre 1569 et 1571. C'est en 1574 que commence, juste en face, la construction du palais du Quirinal, sur ordre de Grégoire XIII qui en fera sa résidence d’été. En 1598, l’église Saint-Vital est confiée par Clément VIII aux jésuites et s’ajoute à la propriété (côté oriental). L’extension des bâtiments et l’accroissement du nombre de novices font que l’on songe déjà en 1653 à construire une nouvelle église, plus digne et plus grande.

### Église Sant'Andrea al Quirinale
Le projet prend forme lorsque le cardinal Camillo Pamphili commence à s’y intéresser. Le pape Alexandre VII se montre favorable. On demande au Bernin, déjà âgé, d’en dessiner les plans. Le général des jésuites Giovanni Paolo Oliva (ami personnel du Bernin) participe aux échanges avec l'architecte.
Prenant à cœur le projet, Le Bernin choisit lui-même les artisans, dont l’architecte Mattia de Rossi qui en réalise la construction sur une période de vingt ans, de 1658 à 1678. Cette église elliptique est considérée comme un des bijoux de l'architecture baroque italienne. Le célèbre architecte la considérait comme sa seule œuvre architecturale parfaite. Le 21 septembre 1678, l’église est consacrée par le cardinal Cibo.
Le plan de Sant'Andrea al Quirinale est elliptique, l'entrée et le maître-autel étant placés dans l'axe le plus court de l'ellipse. Le portail d'entrée, avancée semi-circulaire sur la façade, porte les armes du cardinal Pamphili qui avait avancé les fonds pour sa construction.
La décoration intérieure, en stucs, est de Antonio Raggi et de ses élèves, sur les dessins du Bernin. Le Martyre de saint André par Guillaume Courtois, dit Le Bourguignon, est placé au-dessus du maître-autel. Les chapelles latérales abritent des toiles de Baciccio, Saint François Xavier baptise une reine orientale et Saint François Xavier prêchant. Le tabernacle du maître-autel est exécuté en 1697. L’urne en bronze et lapis-lazuli contenant les restes de saint Stanislas Kostka date de 1716.

### Suppression et restauration des jésuites

(1) Entrée (2) Chapelle Saint-François-Xavier, (3) Chapelle de la Passion, (4) Chapelle Saint-Stanislas-Kostka, (5) Chapelle-Saint-Ignace-de-Loyola, (6) Maître-autel (7) Accès à la sacristie et résidence jésuite avec chambres de saint Stanislas Kostka.

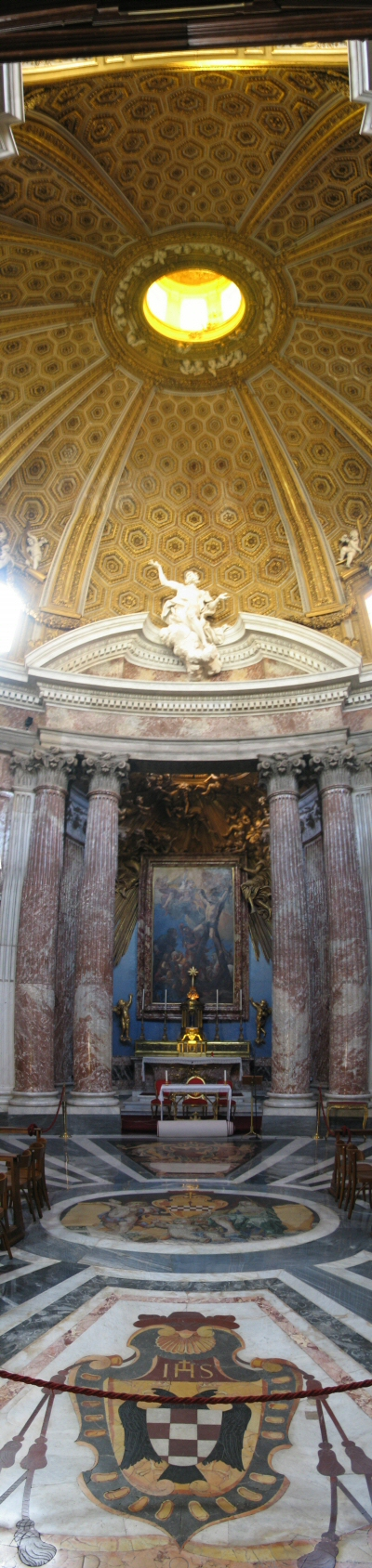
Intérieur : maître-autel et coupole elliptique

La Compagnie de Jésus est supprimée en août 1773 par le pape Clément XIV. Lorsque les jésuites quittent l'édifice, fin août 1773, l’église est confiée aux pères lazaristes. Durant l’occupation du palais du Quirinal par le général Berthier qui en fait son quartier général pendant le bref épisode de la « République romaine », le noviciat et l'église sont réquisitionnés pour y loger ses troupes (1798).
Lorsque, après la déportation de Pie VII en France — et sur ordre de Napoléon — tous les religieux sont chassés de Rome (1810) les lazaristes doivent quitter Sant'Andrea al Quirinale.
À peine rentré à Rome de sa captivité française (24 mai 1814) Pie VII rétablit universellement la Compagnie de Jésus (7 août 1814) et restitue aux jésuites deux de leurs maisons romaines: la maison professe du Gesù et le noviciat, avec son église Sant'Andrea. Le noviciat ouvre à nouveau ses portes le 12 novembre 1814: les novices sont une vingtaine. Peu après, le 30 novembre, jour de la fête de saint André, le pape rend personnellement visite à l’église Sant'Andrea. De 1814 à 1870, date de la prise de Rome et de la chute des États pontificaux, la maison sert de nouveau comme noviciat des jésuites.
Parmi les premiers novices une personnalité de marque se distingue : l'ex-roi Charles-Emmanuel de Sardaigne, qui ayant perdu sa femme avait abdiqué en 1802. Il entre au noviciat des jésuites le 11 février 1815, à l'âge 64 ans. Devenu infirme et aveugle, il meurt le 5 octobre 1819, à Sant'Andrea al Quirinale, ayant fait montre d’un profond esprit religieux.
Durant les quelques mois de la nouvelle « République romaine » (1849) les bâtiments sont utilisés comme caserne, et après, sous les Français du général Oudinot comme hôpital militaire.
Lorsque les troupes piémontaises entrent à Rome le 20 septembre 1870, les États pontificaux cessent d’exister. Le 19 décembre 1871 les jésuites et leurs novices quittent Sant'Andrea al Quirinale. L'église comme le noviciat annexe sont rattachés au domaine public, seuls restent les étudiants du Collège latino-américain (jusqu’en 1887). En 1889, après une réhabilitation lourde, l'ex-noviciat devient le Palais Saint-André et est affecté d’abord au ministère de la Maison du Roi, et depuis 1948 au service de la présidence de la République italienne.
Église royale de la cour d'Italie de 1870 et 1946, Sant'Andrea est de nouveau desservie par les jésuites depuis 1925. Ils y ont une petite résidence dans le Palais Saint-André, où l'on peut visiter les Salles de saint Stanislas Kostka, reconstruction presque fidèle des quatre chambres aménagées en 1702 dans l'aile du noviciat où avait fini ses jours le bienheureux polonais et détruites en 1887. Le  vestibule, l'antichambre, la chambre du saint et la chapelle sont agrémentées par nombreuses œuvres dont le gisant sculpté par Pierre Le Gros le jeune en 1703.   
Depuis 1998, elle porte le titre cardinalice de Sant'Andrea al Quirinale institué par Jean-Paul II.

## Patrimoine
- La façade est de style corinthien avec un porche semi-circulaire en légère projection avancée. Il est surmonté de l’écusson de la famille des Pamphili (1670).

- Six chapelles latérales entourent (3 et 3) de part et d’autre le sanctuaire, à peine plus grand que ces chapelles.  
  - Chapelle Saint-François-Xavier, avec des tableaux de Gaulli (1706).
  - Chapelle de la Piéta, contient des œuvres de Giacinto Brandi (1682).
  - Chapelle Saint-André dont le tableau d’autel illustrant la mort du saint est l'œuvre de Guillaume Courtois (1668).
  - Chapelle du Crucifix, ayant sur son mur latéral la tombe et monument de Charles Emmanuel IV de Sardaigne, mort comme novice à Sant'Andrea al Quirinale (1819).
  - Chapelle Saint-Stanislas-Kostka dont les tableaux (de Ludovico Mazzanti) illustrent des scènes de la vie du saint. L’urne contenant son corps se trouve sous l’autel.
  - Chapelle Saint-Ignace ayant comme tableau d’autel une représentation de saint Ignace de Loyola en compagnie de saint François Borgia et saint Louis de Gonzague. L’Adoration des bergers et des mages, sur le mur latéral est une œuvre de Ludovico Antonio da Lugano.

- Le plafond de la sacristie est une fresque peinte par Jean de la Borde (1670) représentant une Gloire de saint André entouré d’anges. L'esquisse de la fresque fut examinée et approuvée par Le Bernin. Au fond de la sacristie, un tableau attribué à Ciro Ferri : l’Assomption de la Bienheureuse Vierge Marie[6].
- L'orgue a été construit en 1938 par Mascioni (it), qui lui a donné le numéro 515. Il a deux claviers de 58 notes, un pédalier de 30, et est à traction électrique[7].

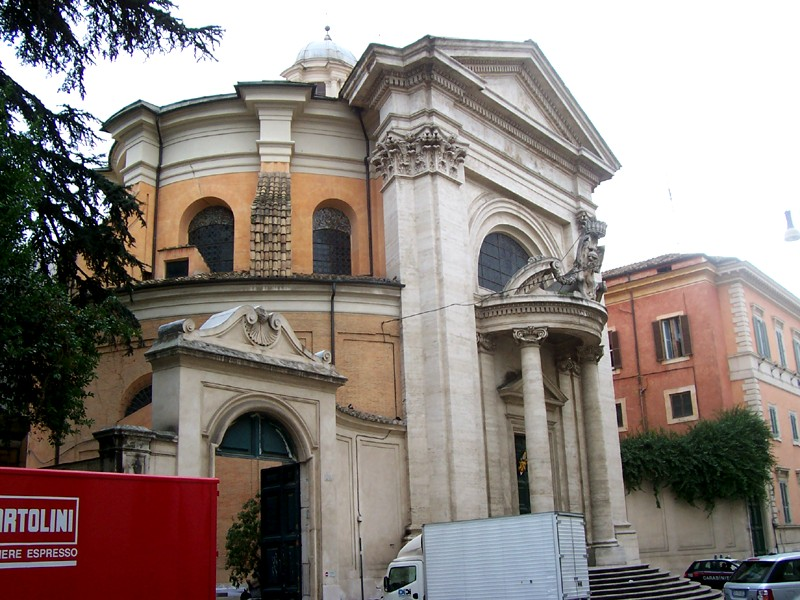
Vue extérieure.
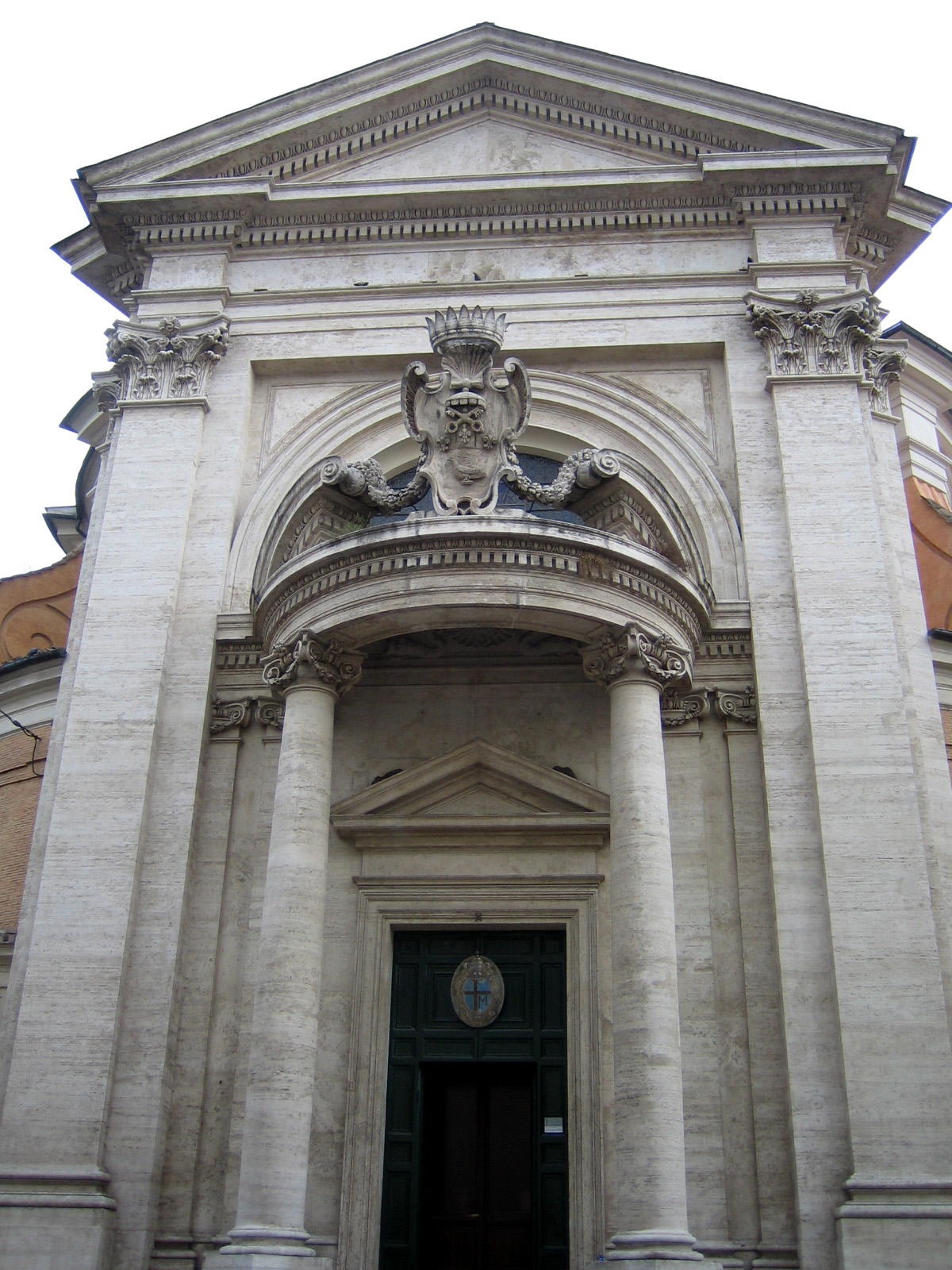
Façade.
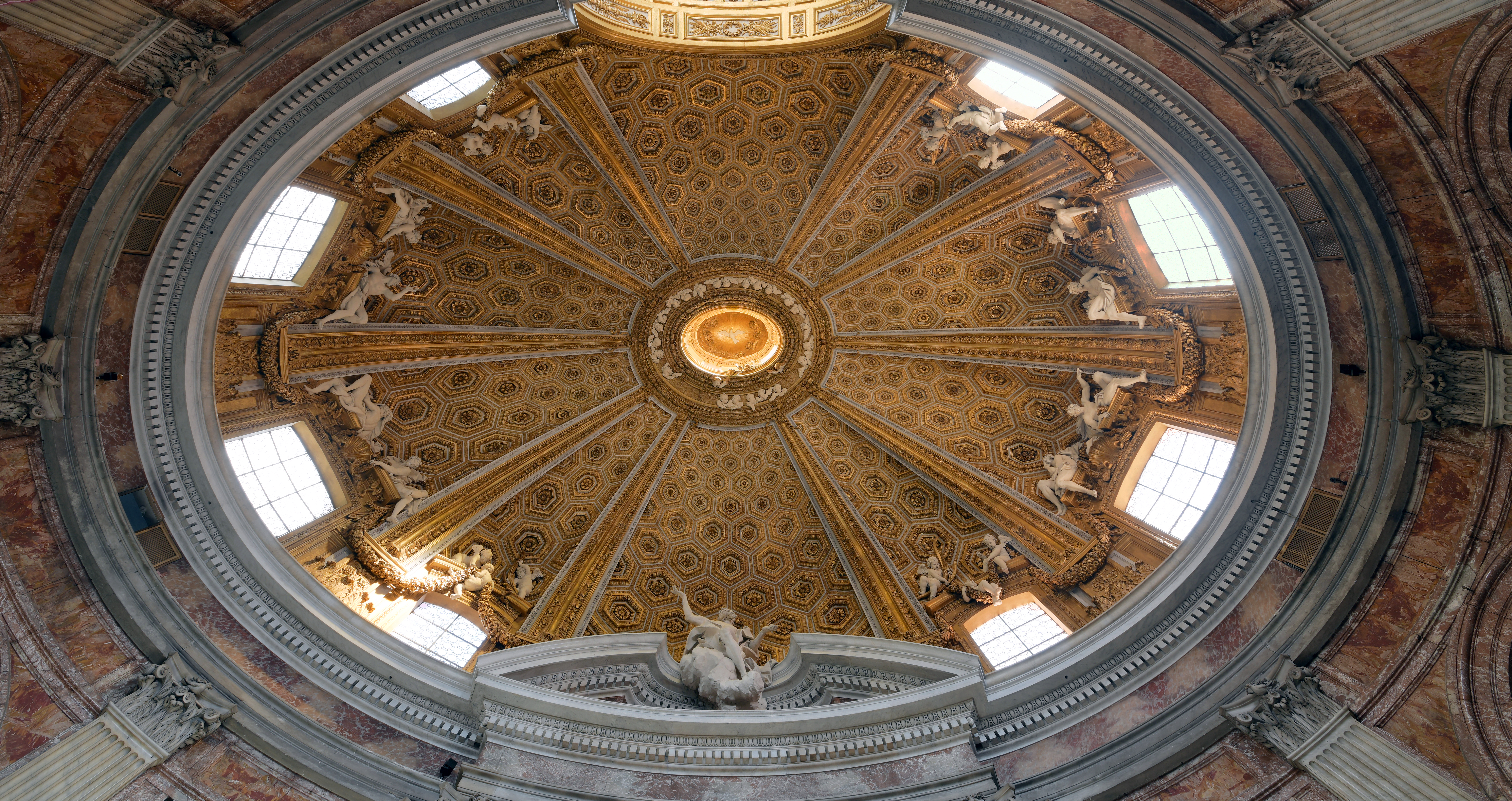
Coupole.
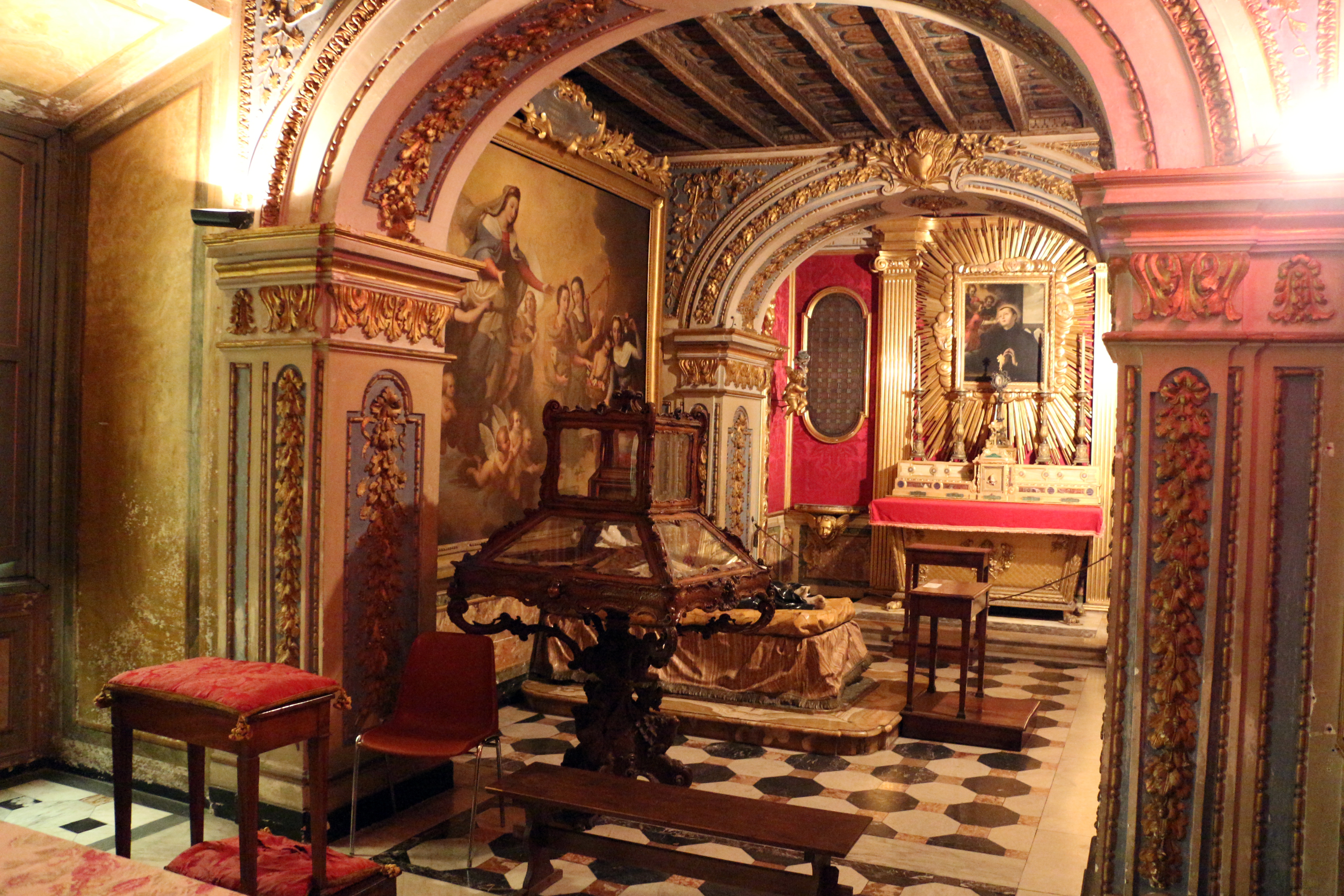
Chapelle Saint Stanislas.
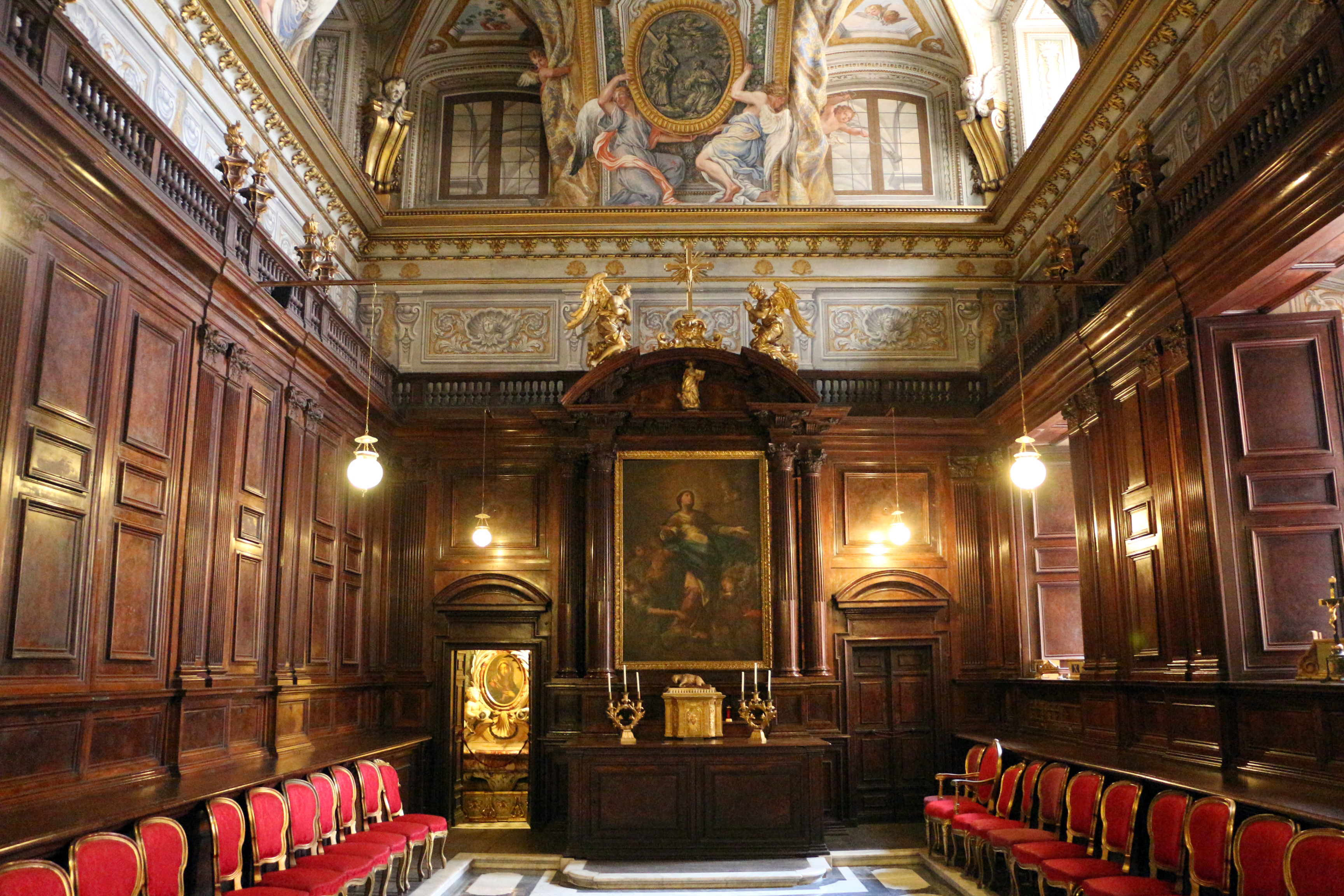
Sacristie.
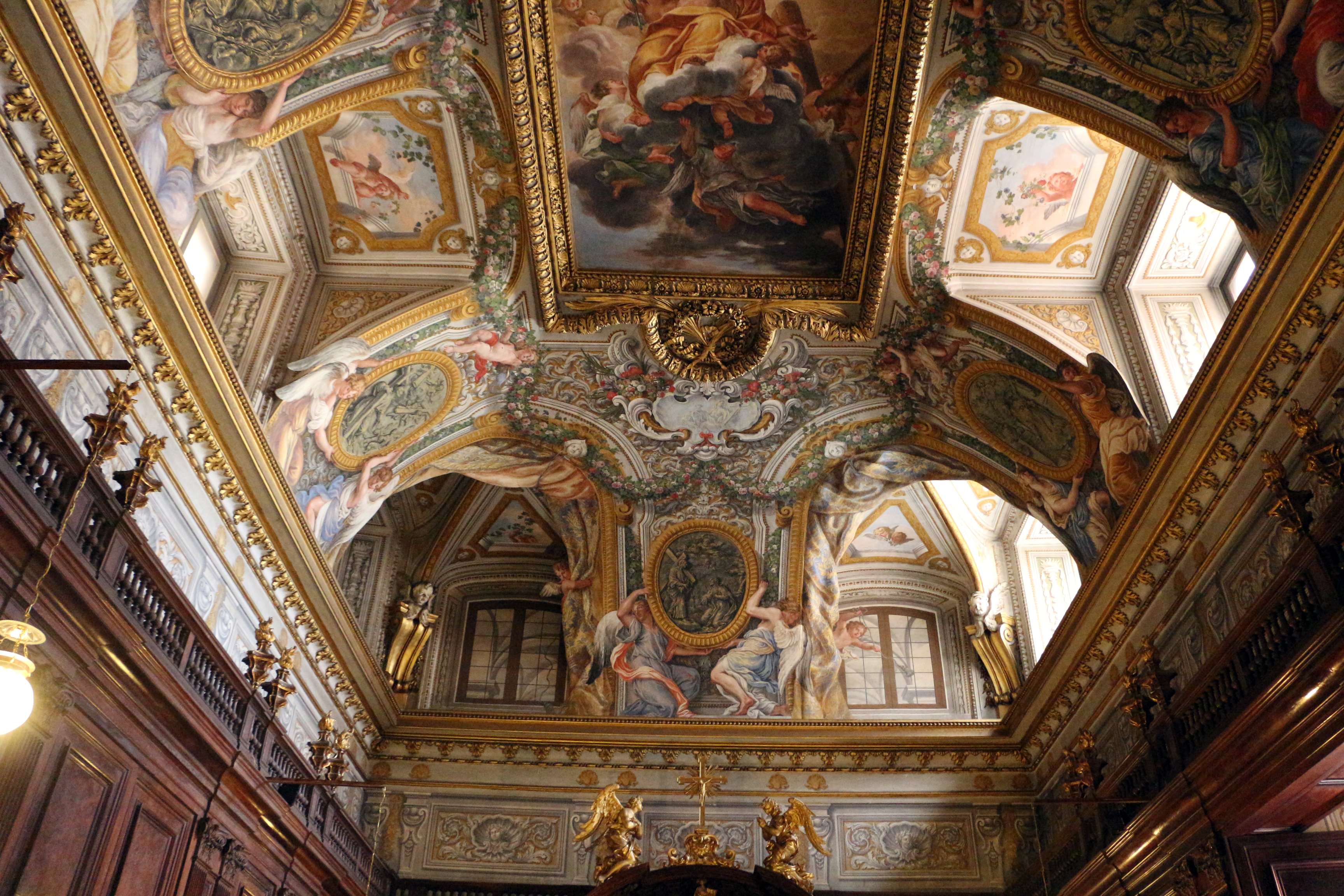
Fresques de la sacristie.

## Personnalités

### Novices à Sant'Andrea al Quirinale
Nombreux sont les jésuites célèbres qui firent leur noviciat à Sant'Andrea al Quirinale :
- en 1560: Saint Robert Bellarmin (qui y mourra en 1621)
- en 1562: Juan Maldonado
- en 1566: Francisco de Leon
- en 1567: Fabio de Fabiis, Claudio Acquaviva, Francesco Torres, Francisco de Ribera, Stanislas Kostka.
- en 1568: Alessandro Valignano, Rodolfo Acquaviva, Bernardo Bitti.
- en 1569: Matteo Ricci, Michele Ruggieri, Piotr Skarga.
- en 1572: Niccolo Orlandini.
- en 1573: Edmond Campion.
- en 1574: Giovanni Valtrino.
- en 1577: Pierre Berno,
- en 1578: Robert Southwell.
- en 1579: Thomas Cottam.
- en 1582: Abraham de Georgiis.
- en 1583: Muzio Vitelleschi.
- en 1585: Louis de Gonzague.
- dans les années 1600: Giovanni Paolo Oliva, Alexandre de Rhodes, Pietro Sforza Pallavicino, Antonio Baldinucci, Henry Garnet.

Après la réouverture du noviciat en 1814 :
- en 1814: Luigi Taparelli d'Azeglio
- en 1815: Charles-Emmanuel de Sardaigne
- en 1820: Maximilien Ryllo.
- en 1824: Antonio Bresciani.
- en 1833: Angelo Secchi.

### Sont enterrés à Sant'Andrea al Quirinale

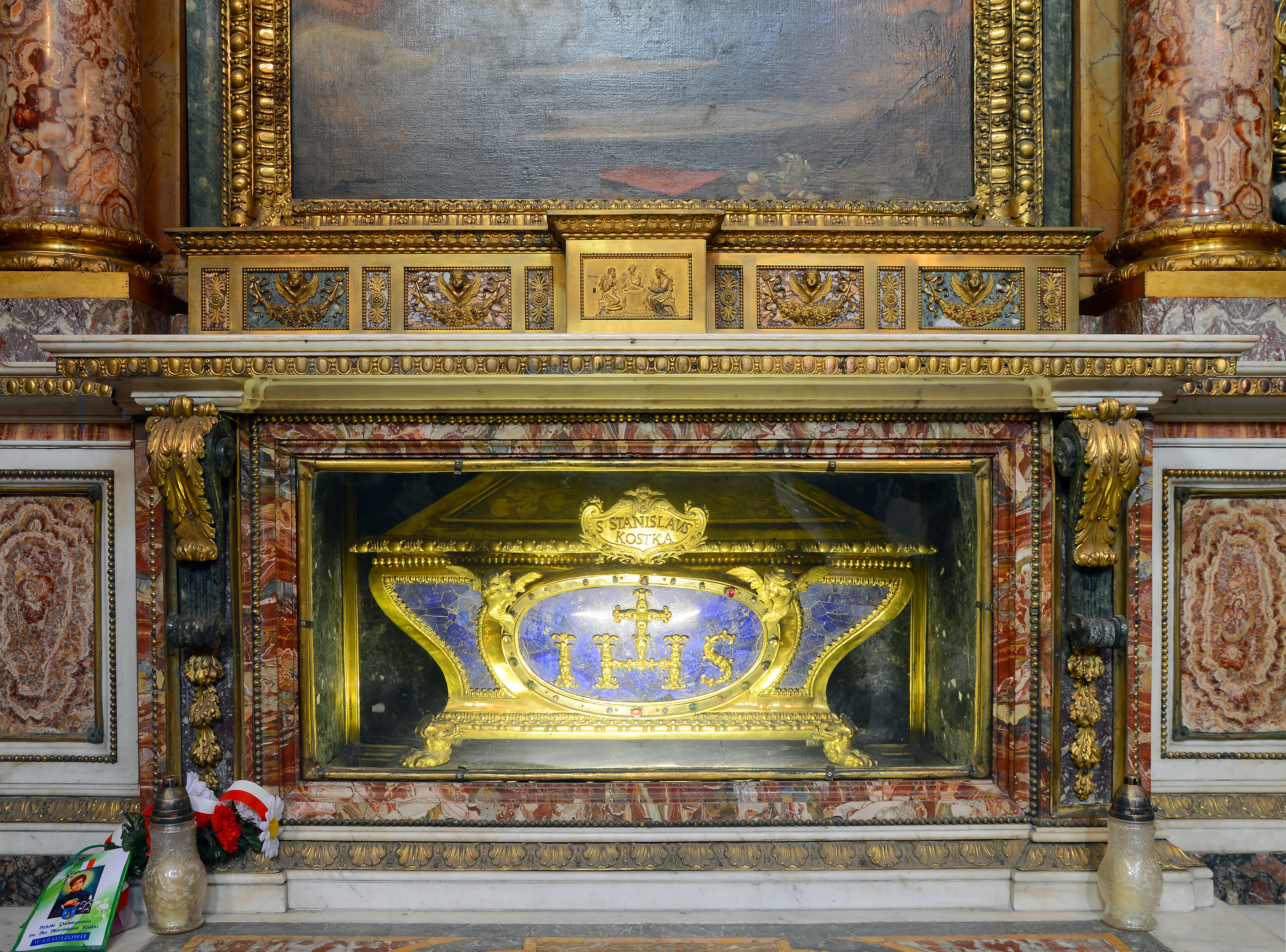
Reliquaire de saint Stanislas Kostka.

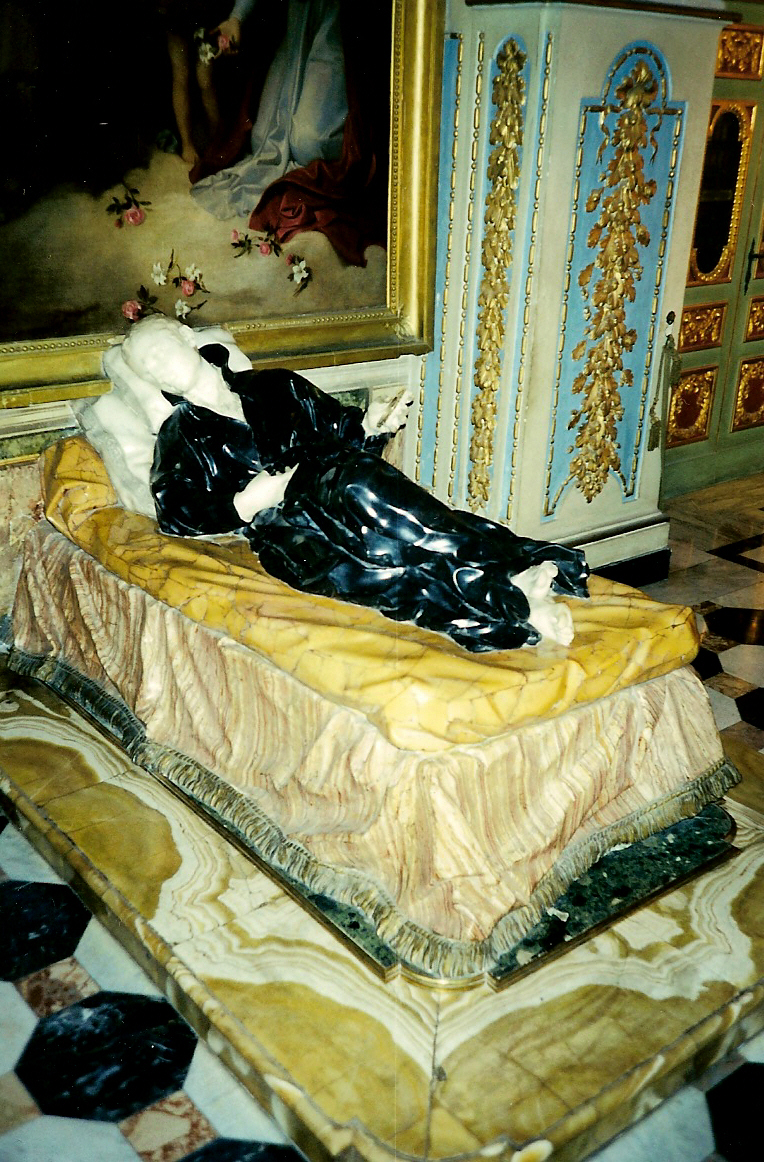
Gisant de Stanislas Kostka par Pierre Le Gros le jeune.

- Saint Stanislas Kostka, dont le gisant en marbre polychrome, œuvre de Pierre Le Gros le jeune (1703), donne une forte impression de réel.
- Charles-Emmanuel IV, roi de Sardaigne, de Chypre et de Jérusalem, devenu jésuite après son abdication en 1815,
- Emmanuel-Théodose de La Tour d'Auvergne, cardinal de Bouillon (1643–1715).
- Giovanni Paolo Oliva (1600-1681), onzième supérieur général des jésuites.

## À proximité
À peu de distance de Sant'Andrea, toujours rue du Quirinal, se trouve la petite église Saint-Charles-des-Quatre-Fontaines (« San Carlino »), un des chefs-d’œuvre de Borromini, rival du Bernin ; cette proximité permet de comparer deux génies du baroque italien.